# Parulidae
Los parúlidos (Parulidae), conocidos popularmente como reinitas, chipes o bijiritas, son una familia de aves paseriformes de pequeño tamaño y a menudo coloridas, y solo se encuentran en América. La mayoría son arborícolas, pero algunas, como las del género Seiurus, son más apegadas al suelo. La mayoría de los miembros de esta familia son insectívoros.

## Origen
Es probable que este grupo se originara en el norte de América Central, que es donde existe la mayor diversidad de especies. Desde allí debieron dispersarse hacia el norte durante los periodos interglaciales, principalmente como migrantes, volviendo para pasar el invierno en la región ancestral. Dos géneros, Myioborus y Basileuterus, parecen haber colonizado América del Sur tempranamente, quizás antes de que los dos continentes se conectaran, y son la mayoría de los parúlidos residentes en esa región.

## Dimorfismo sexual
Muchas especies migratorias, particularmente aquellas que se reproducen muy al norte, tienen un plumaje distintivo en el macho por lo menos en la época reproductiva, debido a que los machos necesitan reclamar territorio y exhibirse para obtener pareja cada año. Esta tendencia es especialmente marcada en el numeroso género Setophaga. En contraste, las especies típicas residentes del trópico, que se aparean de por vida, muestran muy poco o ningún dimorfismo sexual. Existen por supuesto excepciones. Las tres especies del género Seiurus, que siempre migran, ambos sexos tienen plumajes idénticos, mientras las del género Geothlypis son dimórficas. 
En el género Granatellus también hay dimorfismo sexual, pero debido a investigaciones filogenéticas recientes no se consideran más como miembros de esta familia y deberán ser movidos a la familia Cardinalidae.

## Tamaños
Todas las reinitas son bastante pequeñas. La especie más pequeña es Vermivora luciae, de unos 6,5 g y 10,6 cm.

## Nidadas
Las especies migratorias tienden a tener nidadas más grandes, generalmente hasta seis, debido a que los peligros de sus viajes significan que muchos individuos tendrán sólo una oportunidad de reproducirse.[cita requerida] En contraste, lo normal para muchas especies residentes en el trópico es dos huevos por puesta, dado que los polluelos pueden recibir mejor cuidado, y los adultos tendrán nuevas oportunidades de reproducirse.[cita requerida]

## Especie tipo
El nombre científico de la familia, Parulidae, se originó de que Linneo en 1758 nombró a la especie Parus americanus, con el mismo nombre genérico de los páridos (Parus), y como la taxonomía se desarrolló, el género de la especie se cambió primero a Parulus y luego al actual Parula. El nombre de la familia deriva de este último género.

## Nuevos resultados taxonómicos
Hay un número de nuevos resultados de las investigaciones taxonómicas en Parulidae.
- Sibley y Ahlquist han sugerido que la familia se junte con Emberizidae como una subfamilia Parulinae. Sin embargo, Peucedramus taeniatus sería separado como miembro único de otra subfamilia nombrada Peucedraminae.
- Parulidae tiene relación cercana con Cardinalidae, y algunas especies como las del género Conirostrum y Coereba flaveola han sido ubicadas en estos grupos por diferentes autoridades. Actualmente, es común que el género Conirostrum sea situado en Thraupidae y Coereba sola en una familia propia.
- Las tres especies de Granatellus han sido cuestionadas sobre si deben ser consideradas en Parulidae o en Cardinalidae.
- Hay incertidumbre sobre la afinidad taxonómica del pardusco (Nephelornis oneilli).
- Los géneros Xenoligea y Microligea, antes en Incertae sedis en esta familia han sido agrupados en la familia Phaenicophilidae.
- Los géneros Teretistris, Zeledonia e Icteria, antes en Incertae sedis en esta familia, han sido trasladados a sus respectivas familias propias Teretistridae, Zeledoniidae e Icteriidae, como resultado de recientes análisis genético moleculares de Barker et al. (2013), (2015),[1][2] y así reconocido por el Congreso Ornitológico Internacional (IOC)[3] y por Clements checklist v.2018.[4]

## Lista de géneros y especies
Familia: Parulidae
- Género Vermivora
  - Vermivora bachmanii - reinita de Bachman;
  - Vermivora pinus - reinita aliazul;
  - Vermivora chrysoptera - reinita alidorada;
  - Vermivora peregrina - reinita de Tennessee;
  - Vermivora celata - reinita coroninaranja;
  - Vermivora ruficapilla - reinita de Nashville;
  - Vermivora virginiae - reinita de Virginia;
  - Vermivora crissalis - reinita de Colima;
  - Vermivora luciae- reinita de Lucy;
- Género Parula (gutturalis y superciliosa son parafiléticas con Vermivora) 
  - Parula gutturalis - reinita flamígera;
  - Parula superciliosa - reinita cejuda;
  - Parula americana - reinita norteña;
- Género Setophaga
  - Setophaga petechia - reinita de manglar;
  - Setophaga pensylvanica - reinita de Pensilvania;
  - Setophaga magnolia - reinita de magnolia;
  - Setophaga tigrina - reinita atigrada;
  - Setophaga caerulescens - reinita azulada;
  - Setophaga coronata - reinita coronada;
  - Setophaga nigrescens - reinita gris;
  - Setophaga chrysoparia - reinita caridorada;
  - Setophaga virens - reinita dorsiverde;
  - Setophaga townsendi - reinita de Townsend;
  - Setophaga occidentalis - reinita cabecigualda;
  - Setophaga fusca - reinita gorjinaranja;
  - Setophaga dominica - reinita gorjiamarilla;
  - Setophaga pityophila - reinita coroniverde;
  - Setophaga graciae - reinita de Grace;
  - Setophaga adelaidae  - reinita puertorriqueña;
  - Setophaga subita - reinita de Barbuda;
  - Setophaga delicata - reinita de Santa Lucía;
  - Setophaga pinus - reinita del pinar;
  - Setophaga kirtlandii - reinita de Kirtland;
  - Setophaga discolor - reinita galana;
  - Setophaga vitellina - reinita de las Caimán;
  - Setophaga palmarum  - reinita palmera;
  - Setophaga castanea- reinita castaña;
  - Setophaga striata - reinita estriada;
  - Setophaga cerulea - reinita cerúlea;
  - Setophaga plumbea - reinita plúmbea;
  - Setophaga pharetra - reinita jamaicana;
  - Setophaga angelae - reinita de Ángela;
  - Setophaga ruticilla - candelita norteña;
  - Setophaga pitiayumi - parula pitiayumí
- Género Catharopeza
  - Catharopeza bishopi - reinita de San Vicente;
- Género Mniotilta
  - Mniotilta varia - reinita trepadora;
- Género Protonotaria
  - Protonotaria citrea - reinita protonotaria;
- Género Helmitheros
  - Helmitheros vermivorus - reinita gusanera;
- Género Limnothlypis
  - Limnothlypis swainsonii - reinita de Swainson;
- Género Seiurus (Género polifilético) 
  - Seiurus aurocapillus - reinita hornera;
  - Seiurus noveboracensis - reinita charquera norteña;
  - Seiurus motacilla – reinita charquera de Luisiana;
- Género Oporornis
  - Oporornis formosus - reinita de Kentucky;
  - Oporornis agilis - reinita de Connecticut;
  - Oporornis philadelphia - reinita plañidera;
  - Oporornis tolmiei - reinita de Tolmie;
- Género Geothlypis
  - Geothlypis trichas - mascarita común;
  - Geothlypis beldingi - mascarita de Belding;
  - Geothlypis flavovelata - mascarita de Altamira;
  - Geothlypis rostrata - mascarita de las Bahamas;
  - Geothlypis semiflava - mascarita de coronioliva;
  - Geothlypis speciosa - mascarita transvolcánica;
  - Geothlypis aequinoctialis - mascarita equinoccial;
  - Geothlypis poliocephala - mascarita coronigrís;
  - Geothlypis nelsoni - reinita matorralera;
- Género Wilsonia
  - Wilsonia citrina - reinita encapuchada;
  - Wilsonia pusilla - reinita de Wilson;
  - Wilsonia canadensis - reinita canadiense;
- Género Cardellina
  - Cardellina rubrifrons - reinita carirroja;
- Género Ergaticus
  - Ergaticus ruber - reinita roja;
  - Ergaticus versicolor - reinita rosada;
- Género Myioborus
  - Myioborus pictus - candelita aliblanca;
  - Myioborus miniatus - candelita plomiza;
  - Myioborus castaneocapillus - candelita de tepuí;
  - Myioborus brunniceps - candelita de coronicastaña;
  - Myioborus pariae - candelita de Paria;
  - Myioborus albifacies- candelita de cariblanca;
  - Myioborus cardonai - candelita de Cardona;
  - Myioborus torquatus - candelita collareja;
  - Myioborus melanocephalus - candelita de anteojos;
  - Myioborus ornatus - candelita adornada;
  - Myioborus albifrons - candelita frentiblanca;
  - Myioborus flavivertex - candelita coronigualda;
- Género Euthlypis
  - Euthlypis lachrymosa - reinita roquera;
- Género Basileuterus
  - Basileuterus fraseri - reinita de Fraser;
  - Basileuterus bivittatus - reinita bandeada;
  - Basileuterus chrysogaster - reinita ventridorada;
  - Basileuterus chlorophrys - reinita del Chocó;
  - Basileuterus signatus - reinita paticlara;
  - Basileuterus luteoviridis - reinita citrina;
  - Basileuterus nigrocristatus - reinita crestinegra;
  - Basileuterus griseiceps - reinita cabecigrís;
  - Basileuterus basilicus - reinita de Santa Marta;
  - Basileuterus cinereicollis - reinita gorjigrís;
  - Basileuterus conspicillatus - reinita embridada;
  - Basileuterus coronatus - reinita de coronirroja;
  - Basileuterus culicivorus - reinita coronidorada;
  - Basileuterus trifasciatus - reinita de Cajamarca;
  - Basileuterus hypoleucus - reinita ventriblanca;
  - Basileuterus rufifrons - reinita coronirrufa;
  - Basileuterus delattrii - reinita coronicastaña;
  - Basileuterus belli - reinita cejidorada;
  - Basileuterus melanogenys - reinita carinegra;
  - Basileuterus ignotus - reinita del Pirre;
  - Basileuterus tristriatus - reinita cabecilistada;
  - Basileuterus leucoblepharus - reinita sibona;
  - Basileuterus leucophrys - reinita cejiblanca;
  - Basileuterus flaveolus - reinita amarillenta;
  - Basileuterus fulvicauda (o Phaeothlypis) - culiparda
  - Basileuterus rivularis (o Phaeothlypis) - reinita ribereña;

## Incertae sedis
- - Leucopeza semperi - reinita de Semper (posiblemente relacionado con Teretistris y si es así no es parúlido);
  - Granatellus venustus - reinita mexicana (Granatellus no son parúlidos pero probablemente sean Cardinalidae);
  - Granatellus sallaei - reinita yucateca;
  - Granatellus pelzelni - reinita pechirroja;